# 李惠来
李惠来（1960年3月—），男，河北人，中华人民共和国外交官，曾任中华人民共和国驻圣彼得堡总领事和中华人民共和国驻塔吉克斯坦共和国特命全权大使。

## 生平
1982年，任人民教育出版社编辑。1985年，进入外交学院学习。1988年，调入中华人民共和国外交部工作，先后在外交部苏欧司、驻苏联大使馆、驻俄罗斯大使馆、驻乌兹别克斯坦大使馆、外交部欧亚司任职。1997年，任驻白俄罗斯大使馆参赞。2001年，任驻阿塞拜疆大使馆参赞。2003年12月，出任中华人民共和国驻圣彼得堡总领事。2005年9月，出任中华人民共和国驻塔吉克斯坦大使。2007年，任驻俄罗斯大使馆公使。2010年，任外交部办公厅副主任。2011年，升任外交部办公厅主任。2015年，任外交部部长助理。2019年，任中国人民外交学会党组成员、副会长。2023年，卸任学会副会长一职。

## 家庭
已婚，有一子。